# پرده‌گیران
پرده‌گیران (به ترکی آذربایجانی: Pərdiqıran) یک منطقهٔ مسکونی در جمهوری آذربایجان است که در شهرستان خاچماز واقع شده‌است.